# Flughafen Tokat

i8
i11
i13

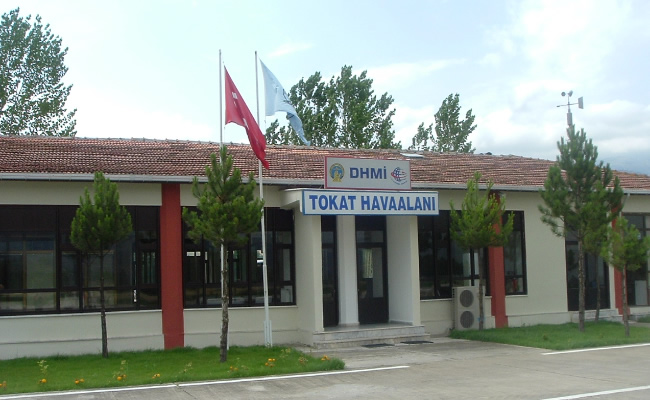
Das ehemalige Flughafenterminal (1995–2017)

Der Flughafen Tokat (türkisch Tokat Havalimanı, IATA-Code: TJK, ICAO-Code: LTAW) ist ein türkischer Flughafen nahe der Stadt Tokat. Er wird durch die staatliche DHMI betrieben und ausschließlich zivil genutzt. Die ihm zugeordnete Stadt Tokat liegt etwa 20 Kilometer entfernt. Sie ist mit Taxi, Privatwagen oder Flughafenbus zu erreichen.

## Geschichte
Der Flughafen Tokat wurde 1995 dem Betrieb übergeben. 2001 wurde er dann bereits geschlossen, 2006 wiedereröffnet und 2008 erneut geschlossen. Ebenfalls 2008 wurde das Minarett einer nahe gelegenen Moschee gekürzt, da es ein Risiko für die Flugsicherheit darstellte.
Im Jahr 2010 begann Borajet Flüge nach Tokat anzubieten. Damit konnte der Flughafen wieder in Betrieb genommen werden. Mit der Insolvenz von Borajet im Jahr 2017 wurden verschiedene Fluggesellschaften angefragt, um die entstandene Lücke zu schließen. Mit einer Länge von 1700 Metern war die alte Start- und Landebahn jedoch nur lang genug für kleinere Regionalflugzeuge, wie die Embraer E-195 der Borajet, weswegen weder Turkish Airlines noch Pegasus Airlines Flüge anbieten konnten. Noch im selben Jahr begann dann ein Projekt, den Flughafen abzureißen und von Grund auf neu zu bauen. Das Passagiergabäude war in die Jahre gekommen, die Start- und Landebahn musste verlängert werden.
Direkt nordöstlich des alten Flughafengebäudes wurde 2018 der Bau eines neuen Flughafenterminals in Auftrag gegeben. Das 1,2 Milliarden Türkische Lira (Stand März 2022: ungefähr 75 Millionen Euro) teure Gebäude wurde durch eine 2.700 m lange Start- und Landebahn ergänzt und das Terminalgebäude umfasst eine Fläche von 16.000 m2. Der neue Flughafen kann sieben Flugzeuge, darunter neu auch Großraum- und Frachtflugzeuge, aufnehmen. Der Flughafen wurde am 25. März 2022 wiedereröffnet.